# Maria Pau Pigem
Maria Pau Pigem   (Barcelona, 9 de juliol de 1969) és una actriu catalana. Va estudiar a l'Institut del Teatre de Barcelona entre els anys 1989 i 1991. És germana del filòsof Jordi Pigem.

## Filmografia
| Any       | Títol                               | Direcció                        | Notes                           |
| --------- | ----------------------------------- | ------------------------------- | ------------------------------- |
| 1997      | Dones d'aigua                       |                                 | Sèrie de televisió              |
| 1998      | Laura                               |                                 | Sèrie de televisió. 1 episodi.  |
| 1998-1999 | Estació d'enllaç                    |                                 | Sèrie de televisió              |
| 1999      | Laberint d'ombres                   |                                 | Sèrie de televisió. 2 episodis. |
| 1999      | Cuando te encontré                  | Roser Aguilar                   | Curtmetratge                    |
| 1999-2003 | Pepe Carvalho                       |                                 | Sèrie de televisió              |
| 2000      | Atrapa-la                           | Dominic Harari i Teresa Pelegri | Telefilm                        |
| 2000      | El viaje de Arián                   | Eduard Bosch                    | Pel·lícula                      |
| 2000      | Els diumenges                       | Luis Baulida Burset             | Pel·lícula                      |
| 2001      | Cactus                              | Pau Freixas                     | Pel·lícula                      |
| 2000      | El cor de la ciutat                 |                                 | Sèrie de televisió              |
| 2000      | Atrapa-la                           |                                 | Sèrie de televisió              |
| 2002      | Plats bruts                         |                                 | Sèrie de televisió. 1 episodi.  |
| 2003      | Jet lag                             |                                 | Sèrie de televisió. 1 episodi.  |
| 2003      | El cor de la ciutat                 |                                 | Sèrie de televisió. 2 episodis. |
| 2003      | La dona de gel                      | Lydia Zimmermann                | Telefilm                        |
| 2005      | Perfecta pell                       | Lydia Zimmermann                | Telefilm                        |
| 2005-2006 | Hospital Central                    |                                 | Sèrie de televisió. 2 episodis. |
| 2006      | Àngels i Sants                      |                                 | Sèrie de televisió              |
| 2006      | Ecos                                | Oriol Paulo                     | Telefilm                        |
| 2006      | Sin ti                              | Raimon Masllorens               | Pel·lícula                      |
| 2006      | Un dia, una nit                     | Enric Alberich                  | Telefilm                        |
| 2006      | 53 días de invierno                 | Judith Colell                   | Pel·lícula                      |
| 2006      | El comisario                        |                                 | Sèrie de televisió. 2 episodis. |
| 2007      | Los Serrano                         |                                 | Sèrie de televisió. 1 episodi.  |
| 2007      | Dos rivales casi iguales            | Miguel Ángel Calvo Buttini      | Pel·lícula                      |
| 2007      | Los hombres de Paco                 |                                 | Sèrie de televisió. 2 episodis. |
| 2007      | Lo mejor de mí                      | Roser Aguilar                   | Pel·lícula                      |
| 2007      | Els Totenwackers (Los Totenwackers) | Ibon Cormenzana                 | Pel·lícula                      |
| 2007      | Positius                            | Judith Colell                   | Telefilm                        |
| 2008      | Lex                                 |                                 | Sèrie de televisió. 1 episodi.  |
| 2008      | El patio de mi cárcel               | Belén Macías                    | Pel·lícula                      |
| 2009      | Bullying                            | Josetxo San Mateo               | Pel·lícula                      |
| 2009      | Infidels                            |                                 | Sèrie de televisió              |
| 2009      | Los misterios de Laura              |                                 | Sèrie de televisió. 1 episodi.  |
| 2009      | The Jung Files                      | Gemma Ventura                   | Curtmetratge                    |
| 2010      | Elisa K                             | Jordi Cadena, Judith Colell     | Pel·lícula                      |
| 2010      | Cruzando el límite                  | Xavi Giménez                    | Pel·lícula                      |
| 2010      | Volver a casa                       | Breogán Riveiro                 | Telefilm                        |
| 2010-2016 | La Riera                            |                                 | Sèrie de televisió              |
| 2011      | Codi 60                             | C. Martín Ferrera               | Telefilm                        |
| 2012      | Dictado                             | Antonio Chavarrías              | Pel·lícula                      |
| 2012      | Radiacions                          | Judith Colell                   | Telefilm                        |
| 2014      | El secreto del corazón              | Oriol Gascón                    | Pel·lícula                      |
| 2015      | Sin identidad                       |                                 | Sèrie de televisió. 3 episodis  |
| 2017      | Nit i dia                           | Manuel Huerga, Oriol Paulo      | Sèrie de televisió              |
| 2018      | Genius                              |                                 | Sèrie de televisió              |
| 2019      | Un trabajo y una película           | Xavier Martínez-Soler           | Pel·lícula                      |

## Teatre[1]
- 1993: Joystick, de Miguel Casamayor i Pau Riba
- 1994: Untreu, de M. A. de la Parra
- 1995: Hello und adieu, d'Athol Fugard
- 1997: Singing Wook i dirigida per D. de Fazio MaKata
- 1997: El cau, d'Alberto Bassetti i dirigida per Joan Riera
- 2000: Faules obscenes, de Dario Fo i dirigida per R. Torres
- 2000: Inana and sons i dirigida per Pere Tantinyà
- 2003: Les veus de Iambu, de Carles Batlle i dirigida per Thomas Sauertieg
- 2004: L'illa dels esclaus, de Marivaux i dirigida per Pep Pla
- 2005: Tres germanes, d'Anton Txékhov i dirigida per Helena Munné
- 2006: La dona d'abans, de Roland Schimmelpfennig i dirigida per Thomas Sauerteig
- 2007: Tres hermanas, d'Anton Txékhov i dirigida per Helena Munné
- 2009: Una història explicada del revés, de Josep Maria Miró i dirigida per Josep Maria Miró
- 2010-2011: Walter Benjamin: Fragmentos de una vida en tiempos sombríos, de Claudia Kalász
- 2011-2012: Imatges gelades, de Kristian Smeds i dirigida per Alícia Gorina
- 2012: Boys Don't Cry, de Victoria Szpunberg i dirigida per Glòria Balañá
- 2015: Mata el teu alumne, escrita i dirigida per Carles Mallol